# Копперас-Коув (Техас)
Копперас-Коув (англ. Copperas Cove) — місто (англ. city) в США, в округах Кор'єлл, Лемпасас і Белл штату Техас. Населення — 36 670 осіб (2020).

## Географія
Копперас-Коув розташований за координатами 31°7′1″ пн. ш. 97°54′52″ зх. д. / 31.11694° пн. ш. 97.91444° зх. д. (31.116962, -97.914325).  За даними Бюро перепису населення США в 2010 році місто мало площу 46,69 км², з яких 46,69 км² — суходіл та 0,00 км² — водойми.

### Клімат
| Клімат : Копперас-Коув | Клімат : Копперас-Коув | Клімат : Копперас-Коув | Клімат : Копперас-Коув | Клімат : Копперас-Коув | Клімат : Копперас-Коув | Клімат : Копперас-Коув | Клімат : Копперас-Коув | Клімат : Копперас-Коув | Клімат : Копперас-Коув | Клімат : Копперас-Коув | Клімат : Копперас-Коув | Клімат : Копперас-Коув | Клімат : Копперас-Коув |
| Показник               | Січ.                   | Лют.                   | Бер.                   | Квіт.                  | Трав.                  | Черв.                  | Лип.                   | Серп.                  | Вер.                   | Жовт.                  | Лист.                  | Груд.                  | Рік                    |
| Середній максимум, °C  | 14,4                   | 17,2                   | 21,1                   | 25,6                   | 28,9                   | 32,8                   | 35,0                   | 35,6                   | 31,7                   | 26,7                   | 20,0                   | 15,6                   | 25,4                   |
| Середній мінімум, °C   | 2,2                    | 3,3                    | 7,2                    | 11,7                   | 16,1                   | 20,6                   | 22,2                   | 21,7                   | 18,3                   | 13,3                   | 6,7                    | 3,3                    | 12,3                   |
| Норма опадів, мм       | 43                     | 64                     | 74                     | 64                     | 114                    | 94                     | 33                     | 48                     | 79                     | 81                     | 74                     | 69                     | 836                    |
| ---------------------- | ---------------------- | ---------------------- | ---------------------- | ---------------------- | ---------------------- | ---------------------- | ---------------------- | ---------------------- | ---------------------- | ---------------------- | ---------------------- | ---------------------- | ---------------------- |
| Джерело: weather.com   |                        |                        |                        |                        |                        |                        |                        |                        |                        |                        |                        |                        |                        |

## Демографія
Згідно з переписом 2010 року, у місті мешкали 32 032 особи в 11 858 домогосподарствах у складі 8669 родин. Густота населення становила 686 осіб/км².  Було 13094 помешкання (280/км²).
Расовий склад населення:
| - 66,2 % — білих - 18,0 % — чорних або афроамериканців - 3,0 % — азіатів - 1,1 % — вихідців з тихоокеанських островів - 0,9 % — корінних американців - 4,0 % — осіб інших рас |

До двох чи більше рас належало 6,8 %. Частка іспаномовних становила 15,0 % від усіх жителів.
За віковим діапазоном населення розподілялося таким чином: 29,3 % — особи молодші 18 років, 62,8 % — особи у віці 18—64 років, 7,9 % — особи у віці 65 років та старші. Медіана віку мешканця становила 29,0 року. На 100 осіб жіночої статі у місті припадало 94,1 чоловіків;  на 100 жінок у віці від 18 років та старших — 90,7 чоловіків також старших 18 років.
Середній дохід на одне домашнє господарство  становив 64 440 доларів США (медіана — 51 972), а середній дохід на одну сім'ю — 70 314 долари (медіана — 60 911). Медіана доходів становила 41 988 доларів для чоловіків та 33 379 доларів для жінок. За межею бідності перебувало 11,9 % осіб, у тому числі 17,8 % дітей у віці до 18 років та 7,8 % осіб у віці 65 років та старших.
Цивільне працевлаштоване населення становило 12 176 осіб. Основні галузі зайнятості: освіта, охорона здоров'я та соціальна допомога — 26,8 %, публічна адміністрація — 17,1 %, роздрібна торгівля — 11,8 %, науковці, спеціалісти, менеджери — 10,1 %.